# Karl Hartl (Diplomat)

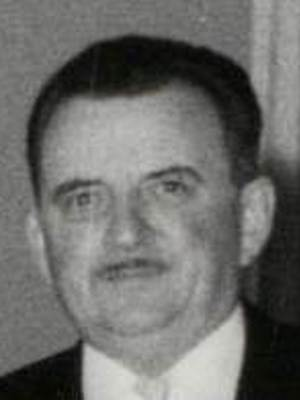
Karl Hartl

Karl Paul Ernst Hartl (geboren 30. Juni 1909 in Wien, Österreich-Ungarn; gestorben 19. Mai 1979 in Wiener Neustadt) war ein österreichischer Politiker, Diplomat und Schriftsteller.

## Leben
Karl Hartl war ein Sohn des Handelsangestellten Karl Hartl (1880–1957) und der Ernestine Buchar (1887–1920). Er studierte von 1928 bis 1932 an der Hochschule für Welthandel zum Diplom-Kaufmann und von 1930 bis 1934 Philosophie an der Universität Wien, 1934 wurde er aus politischen Gründen von der Universität relegiert. Von November 1931 und bis Mai 1932 führte er Recherchen für das Forschungsteam der soziologischen Marienthaler Arbeitslosenstudie durch. Hartl schrieb zwischen 1935 und 1937, teilweise in Zusammenarbeit mit Sergei Feitelberg (1905–1967), drei Sachbücher für Kinder. 1936 heiratete Hartl die Ärztin Franziska Grünhut (1908–1997), sie hatten eine Tochter.
Politik
Hartl trat 1926 der Sozialdemokratischen Arbeiterpartei (SDAP) bei und 1927 dem paramilitärischen Republikanischen Schutzbund, in dem er von 1932 an Mitglied der „technischen Leitung Wien“ war. Er war im Bund Sozialistischer Mittelschüler Österreichs aktiv und ab 1929 Vorstandsmitglied im Verband Sozialistischer Studenten Österreichs. Mit der Etablierung des Austrofaschismus wurden diese Organisationen verboten und ihre Funktionäre verfolgt und in die Illegalität getrieben. 
Seit 1933 war Hartl führendes Mitglied der Gruppe Der Funke, der auch Marie Jahoda angehörte. Die Gruppe wurde 1934 nach den Februarkämpfen den Revolutionären Sozialisten Österreichs (RSÖ) eingegliedert, bei denen Hartl unter dem Decknamen Hermann unter anderem für den Vertrieb der nun illegalen „Arbeiterzeitung. Organ der österreichischen Sozialdemokratie (Brünn)“ zuständig war. 1936 bis 1938 wirkte er als Wiener Kontaktmann des Büros von Leopold Kulcsar bei der republikanischen spanischen Botschaft in Prag. 
Nach dem Anschluss Österreichs 1938 floh er nach Paris, wo er bei der Botschaft der Spanischen Republik als Rechtskonsulent Beschäftigung fand, bis die Regierung der Republik im April 1939 ins Exil ging. 
Im August 1939 trat er aus Protest gegen die gesamtdeutsche Perspektive der Auslandsvertretung der österreichischen Sozialisten (AVÖS) aus der Partei aus. Bei Kriegsbeginn im September 1939 wurde Hartl Leiter des „Organisationskomitees der österreichischen Sozialdemokraten“ und war in die Verhandlungen über die Bildung einer von Frankreich anerkannten österreichischen Exilvertretung involviert. Vom September 1939 bis Juni 1940 arbeitete Hartl beim „Österreichischen Freiheitssender“ in Fécamp und im Mai 1940 gehörte er zu den Mitgründern des „Aktionskomitees zur Befreiung Österreichs“. 
Nach der Kapitulation Frankreichs im Juni 1940 flüchtete Hartl ins unbesetzte Vichy-Frankreich in das Département Lot, wo er sich als Landarbeiter durchschlug. Seit 1942 arbeitete Hartl mit der französischen Résistance zusammen, er wurde 1943 Sergeant und Waffenmeister im 3. Regiment der Francs-tireurs et partisans (FTP). Im Herbst 1944 wurde er nach Auseinandersetzungen mit der örtlichen Résistance-Leitung für mehrere Wochen in Puy-l’Évêque interniert.
Nach Kriegsende wurde Hartl Mitglied der Sozialistischen Partei Österreichs (SPÖ) und trat in den österreichischen diplomatischen Dienst ein. Er war 1946 bis 1947 Konsul und Kriegsgefangenen-Kommissär bei der österreichischen Botschaft in Paris, 1947 bis 1949 Legationssekretär bei der Botschaft in Rom. Hartl kehrte erst 1949 nach Österreich zurück. 1950 bis 1955 wurde er als Generalkonsul nach Israel entsandt und war dort der erste österreichische Vertreter. 1955 bis 1958 war er in Wien Kabinettschef des Staatssekretärs Bruno Kreisky im Außenministerium, 1958 bis 1963 Botschafter in der Türkei und 1963 bis 1968 Botschafter in Jugoslawien. Von 1968 bis 1974 war er Leiter der Kulturabteilung im Außenministerium und ging dann in den Ruhestand. 
Hartl wurde zum Offizier der Ehrenlegion ernannt und mit dem Großen Silbernen Ehrenzeichen für Verdienste um die Republik Österreich ausgezeichnet. 

## Schriften (Auswahl)
- »Wie… wann… wo?« Geschichte der kleinen und großen Dinge. Mit achtundsiebzig Bildern und Kartenskizzen von Leo Friedrich und Walter Pfizner. Wien–Leipzig : Steyrermühl, 1935
- »Warum… wozu?« Was hinter den Dingen steckt. Mit vierundsiebzig Bildern und Kartenskizzen von Franz Katzer. Wien–Leipzig : Steyrermühl. 1936
- Karl F. Sergius [das sind Karl Hartl & Sergei Feitelberg]: Der Weg des Lebens. Eine Biologie. Mit Bildern von Franz Katzer. Wien–Leipzig : Steyrermühl, 1937
- Rolf Steininger (Hrsg.): Berichte aus Israel : eine Aktenedition. Bd. 4 1954–1955 ; Generalkonsul Dkfm. Karl Hartl. München : Olzog, 2004
- Rudolf Agstner (Hrsg.): Die Türkei 1960 : politische Berichte von Botschafter Karl Hartl an Aussenminister Bruno Kreisky. Wien : Lit, 2011